# غاي ستيوارت
غاي ستيوارت هو لاعب هوكي جليد كندي، ولد في 28 يونيو 1923 في Fort William, Ontario ‏ في كندا، وتوفي في 18 نوفمبر 2010 في بيرلينجتون في كندا.

## وصلات خارجية
- غاي ستيوارت على موقع دوري الهوكي الوطني (الإنجليزية)
- غاي ستيوارت على موقع EliteProspects.com (الإنجليزية)
- غاي ستيوارت على موقع HockeyDB.com (الإنجليزية)
- غاي ستيوارت على موقع Hockey-Reference.com (الإنجليزية)